# Patience Okon George
Patience Okon George (* 25. November 1991 in Calabar) ist eine nigerianische Sprinterin, die sich auf den 400-Meter-Lauf spezialisiert hat. Mit zahlreichen Medaillen bei kontinentalen und internationalen Meisterschaften zählt sie zu den erfolgreichsten Sprinterinnen ihres Landes.

## Sportliche Laufbahn
Erste internationale Erfahrungen sammelte Patience Okon George bei den Leichtathletik-Weltmeisterschaften 2013 in Moskau, bei denen sie mit der nigerianischen 4-mal-100-Meter-Staffel im Vorlauf disqualifiziert wurde und in der 4-mal-400-Meter-Staffel in 3:27,57 min auf den sechsten Platz gelangte. 2014 gehörte sie bei den Hallenweltmeisterschaften in Sopot zur nigerianischen 4-mal-400-Meter-Stafette, die Fünfte wurde und im Vorlauf mit 3:29,67 min einen afrikanischen Hallenrekord aufstellte. Bei den IAAF World Relays 2014 auf den Bahamas belegte sie mit der 4-mal-400-Meter-Staffel in 3:23,41 min den dritten Platz und wurde mit der 4-mal-200-Meter-Staffel in 1:33,71 min Siebte. Anschließend gewann sie bei den Commonwealth Games in Glasgow Silber mit der nigerianischen 4-mal-400-Meter-Stafette und trug durch ihren Einsatz im Vorlauf zum Gewinn der Silbermedaille durch die nigerianische 4-mal-100-Meter-Stafette bei. Danach gewann sie bei den Afrikameisterschaften in Marrakesch in 51,68 m Bronze über 400 Meter hinter ihrer Landsfrau Folashade Abugan und Kabange Mupopo aus Sambia sowie Gold in der 4-mal-400-Meter-Staffel. Beim Leichtathletik-Continental-Cup ebendort kam sie mit der afrikanischen 4-mal-400-Meter-Stafette auf den dritten Platz.
2015 konnte sie sich bei den World Relays mit der Langsprintstaffel mit 3:32,16 min nicht für das Finale qualifizieren. Sie qualifizierte sich aber für die Weltmeisterschaften in Peking, bei denen sie mit 50,76 s im Halbfinale über 400 Meter ausschied. Zudem lief sie im Staffelbewerb in 3:25,11 min im Finale ursprünglich auf Rang fünf ein. Die Staffel wurde jedoch im Nachhinein wegen eines Dopingvergehens ihrer Mitstreiterin Tosin Adeloye disqualifiziert. Auch bei den anschließenden Afrikaspielen in Brazzaville siegte sie zuerst mit der Staffel, wurde aber später disqualifiziert. Im Einzelbewerb sicherte sie sich in 50,71 s die Silbermedaille hinter der Sambierin Mupopo. 2016 gewann sie bei den Afrikameisterschaften in Durban in 3:29,94 min die Silbermedaille mit der Staffel hinter Südafrika und gewann im Einzelbewerb in 52,33 s die Bronzemedaille hinter Mupopo und der Kenianerin Margaret Nyairera Wambui. Sie qualifizierte sich damit auch erstmals für die Olympischen Spiele in Rio de Janeiro, bei denen sie mit 52,52 s im Halbfinale ausschied.
Bei den IAAF World Relays 2017 sicherte sie sich mit der 4-mal-200-Meter-Staffel in 1:33,08 min Rang fünf, während sie mit der 4-mal-400-Meter-Staffel in 3:32,94 min den siebten Platz belegte. Es erfolgte die Teilnahme an den Weltmeisterschaften in London, bei denen sie mit 52,60 s erneut im Halbfinale ausschied und mit der Staffel in 3:26,72 min im Finale auf Rang fünf einlief. 2018 nahm sie erneut an den Commonwealth Games im australischen Gold Coast teil und wurde dort im 400-Meter-Vorlauf disqualifiziert, gewann aber in 3:25,29 min die Silbermedaille mit der Staffel hinter der Mannschaft aus Jamaika. Im August siegte sie mit der Staffel in 3:31,17 min bei den Afrikameisterschaften im heimischen Asaba. Zudem belegte sie in 52,34 s den fünften Platz im Einzelbewerb. Bei den IAAF World Relays 2019 in Yokohama schied sie sowohl mit der 4-mal-100- als auch mit der 4-mal-400-Meter-Staffel in der Vorrunde aus. Im August nahm sie erneut an den Afrikaspielen in Rabat teil und belegte dort in 52,18 s den fünften Platz und siegte mit der nigerianischen Staffel in 3:30,32 min. Anschließend schied sie bei den Weltmeisterschaften in Doha mit 51,89 s im Halbfinale und verpasste mit der Staffel mit 3:35,90 min den Finaleinzug. 2021 siegte sie in 52,70 s bei den USATF Open und nahm daraufhin an den Olympischen Spielen in Tokio teil und schied dort mit 52,41 s in der ersten Runde aus und verpasste mit der 4-mal-100-Meter-Staffel mit 43,25 s den Finaleinzug und auch in der Mixed-Staffel kam sie mit 3:13,60 min nicht über den Vorlauf hinaus.
2022 belegte sie bei den Afrikameisterschaften in Port Louis in 52,98 s den fünften Platz über 400 Meter und gewann in 3:22,38 min gemeinsam mit Ifeanyi Emmanuel Ojeli, Ella Onojuvwevwo und Ayo Adeola die Silbermedaille in der Mixed-Staffel hinter dem Team aus Botswana. Zudem sicherte sie sich in der Frauenstaffel in 3:36,24 min gemeinsam mit Deborah Oke, Queen Usunobun und Ella Onojuvwevwo die Bronzemedaille hinter Südafrika und Kenia. Anschließend gelangte sie bei den Weltmeisterschaften in Eugene mit 3:16,21 min auf Rang sechs in der Mixed-Staffel. Im August schied sie bei den Commonwealth Games in Birmingham mit 52,90 s im Halbfinale über 400 Meter aus und belegte mit der Frauenstaffel in 3:33,13 min den sechsten Platz. Im Jahr darauf wurde sie bei den Weltmeisterschaften in Budapest im Vorlauf der 4-mal-400-Meter-Staffel disqualifiziert und verpasste mit der Mixed-Staffel mit 3:14,38 min den Finaleinzug. 2024 siegte sie in der Mixed-Staffel mit neuem Afrikarekord von 3:13,26 min gemeinsam mit Ifeanyi Emmanuel Ojeli, Sikiru Adeyemi und Omolara Ogunmakinju bei den Afrikaspielen in Accra. Zudem siegte sie auch mit der Frauenstaffel in 3:27,29 min gemeinsam mit Esther Elo Joseph, Brittany Ogunmokun und Omolara Ogunmakinju. Im Juni siegte sie mit der Frauenstaffel in 3:27,31 min bei den Afrikameisterschaften in Douala und sicherte sich zudem in der Mixed-Staffel in 3:13,72 min die Silbermedaille hinter dem südafrikanischen Team. Im August verpasste sie bei den Olympischen Sommerspielen in Paris mit 3:11,99 min den Finaleinzug in der Mixed-Staffel.
Von 2015 bis 2017 sowie 2019 und 2021 wurde George nigerianische Meisterin im 400-Meter-Lauf. 2021 siegte sie zudem in der 4-mal-400-Meter-Staffel sowie in der Mixed-Staffel. Sie absolvierte ein Studium an der University of Calabar.

## Persönliche Bestleistungen
- 200 Meter: 23,44 s (+0,3 m/s), 1. Juni 2024 in Lagos
- 400 Meter: 50,71 s, 15. September 2015 in Brazzaville